# Waiting for the Barbarians (Film)
Waiting for the Barbarians ist ein Filmdrama von Ciro Guerra, das am 6. September 2019 im Rahmen der Filmfestspiele von Venedig seine Weltpremiere feierte. Der Film basiert auf dem Roman Warten auf die Barbaren von J. M. Coetzee.

## Handlung
Ein Magistrat verwaltet einen Außenposten an den Wüstengrenzen eines namenlosen Imperiums. Durch seine sorgfältige Führung konnte der Frieden über viele Jahre hinweg gewahrt werden und es kam nur zu geringfügigen Missverständnissen. All das ändert sich mit der Ankunft von Colonel Joll, der Teil eines mysteriösen Plans ist, der vom Zentrum des Imperiums in die Tat umgesetzt wurde. Der Magistrat versucht sein Bestes, aber Colonel Joll bleibt feindselig und uneinsichtig. Er besteht darauf, einen offensichtlich unschuldigen einheimischen Mann und seinen Neffen wegen Schafdiebstahls zu verhören. Colonel Joll ist entschlossen, sein Verfahren zur Wahrheitsfindung fortzusetzen, das brutale Folter erfordert. Der Magistrat versteht weder Joll noch seine Methoden oder seine Ziele. Oberst Joll zwingt den gefolterten Neffen daraufhin, ihn und eine Abteilung Soldaten zu seinem „barbarischen“ Stamm zu eskortieren, wo zahlreiche Frauen und ältere Männer als „Kriegsgefangene“ in Gewahrsam genommen werden.
Oberst Joll reist am nächsten Tag ab und fordert den Magistrat auf, die Gefangenen sofort freizulassen und wieder nach Hause zu schicken. Einige Monate später wird eine der ehemaligen Häftlinge mit zwei gebrochenen Knöcheln beim Betteln auf der Straße gesehen. Der Magistrat gibt ihr Essen und Unterkunft und versucht, ihre gebrochenen Knöchel zu heilen. Einige der Soldaten verwechseln diesen Akt der Freundlichkeit mit einem Akt der Lust, da sie glauben, dass der Magistrat beabsichtige, das Mädchen als Konkubine zu behalten. Der Magistrat erfährt von all den Folterungen und Nöten, die das Mädchen durchgemacht hat, einschließlich des Todes ihres Vaters. Er bittet sie, in der Festung zu bleiben, verspricht aber, sie zu ihrem Volk zurückzugeben, falls sie nicht bleiben möchte. Das Mädchen entscheidet sich für Letzteres.
Nach einer langen und beschwerlichen Reise durch die Wüste nähert sich der Magistrat den Nomaden in den Bergen in der Hoffnung, die friedlichen Beziehungen zu ihnen wiederherzustellen, doch die Nomaden sind verärgert, und nur der gute Ruf des Magistrats und das Wissen, dass er einer von ihnen geholfen hat, halten die Stammesangehörigen davon ab, ihn und seine Begleiter abzuschlachten. Der Magistrat kehrt zurück und stellt fest, dass in der Zwischenzeit Officer Mandel, Colonel Jolls Untergebener, mit der Führung des Forts beauftragt wurde. Officer Mandel nimmt den Magistrat sofort in Gewahrsam, beschuldigt ihn des Verrats und entzieht ihm sein Amt.
Der Magistrat wird schließlich wieder freigelassen, aber als er versucht, „Kriegsgefangenen“ zu helfen, die von Mandels Soldaten misshandelt werden, schlagen die Soldaten auch ihn. Anschließend wird er zum Verhör vorgeführt und beschuldigt, sich mit dem Feind verschworen zu haben, weil er dem Nomadenmädchen geholfen hat. Der Magistrat wird öffentlich beschämt und sein Haus und sein Besitz werden beschlagnahmt, während Colonel Joll mit einer großen Truppe aufbricht, um die „Barbaren“ auszulöschen. Der Magistrat, jetzt zerzaust, arm, obdachlos und von seinen Mitbürgern geächtet, wird von einem seiner ehemaligen Diener aufgenommen, der ihn ernährt und kleidet.
Der sinnlose Feldzug von Colonel Joll führt zur Vereinigung der verstreuten Nomadenstämme zu einer einzigen „barbarischen“ Armee. Ein Pferd mit der verstümmelten Leiche eines von Colonel Jolls Männern trabt in die Festung. Officer Mandel sucht daraufhin mit einigen seiner Männer das Weite. Die übrigen Soldaten beschließen bald ebenfalls zu fliehen, jedoch nicht bevor sie Stadtbewohner ausgeplündert, vergewaltigt und ermordet haben. Später kehrt Colonel Joll mit einer Handvoll Überlebenden zurück. Der Magistrat findet ihn völlig losgelöst von der Realität in seiner Kutsche sitzend vor. Da sie weder Vorräte noch Pferde haben, ziehen die Soldaten fort, während sie von den Stadtbewohnern mit Steinen beworfen werden.
Der Magistrat geht durch die Stadt, wo Jungen so tun, als ob sie neben Vogelscheuchen, die als Soldaten verkleidet sind, vor den Toren der Festung Wache hielten. Während er an das in der Wüste lebende Nomadenmädchen denkt, nähert sich ein Schatten dem Magistrat, der allein im Hof steht, und am Horizont erscheint eine Staubwolke, die von einer riesigen Armee nomadischer Krieger auf dem Weg zur Stadt aufgewirbelt wird.

## Literarische Vorlage
Der Film basiert auf dem Roman Warten auf die Barbaren (Originaltitel Waiting for the Barbarians) von J. M. Coetzee aus dem Jahr 1980. Dieser spielt großteils in einer Grenzstadt eines zeitlich und örtlich nicht näher bestimmten Reiches, dessen oberster Vertreter der Magistrat ist. Dieser beschreibt als Ich-Erzähler seine Erlebnisse nach dem Eintreffen von Colonel Joll in der Stadt, dessen Abteilung mit äußerster Brutalität gegen alle vermeintlichen inneren und äußeren Feinde des Reiches vorgeht. Der Magistrat gerät in einen inneren Konflikt als Joll einige gefangengenommene Barbaren foltern lässt.

## Produktion
Regie führte Ciro Guerra.

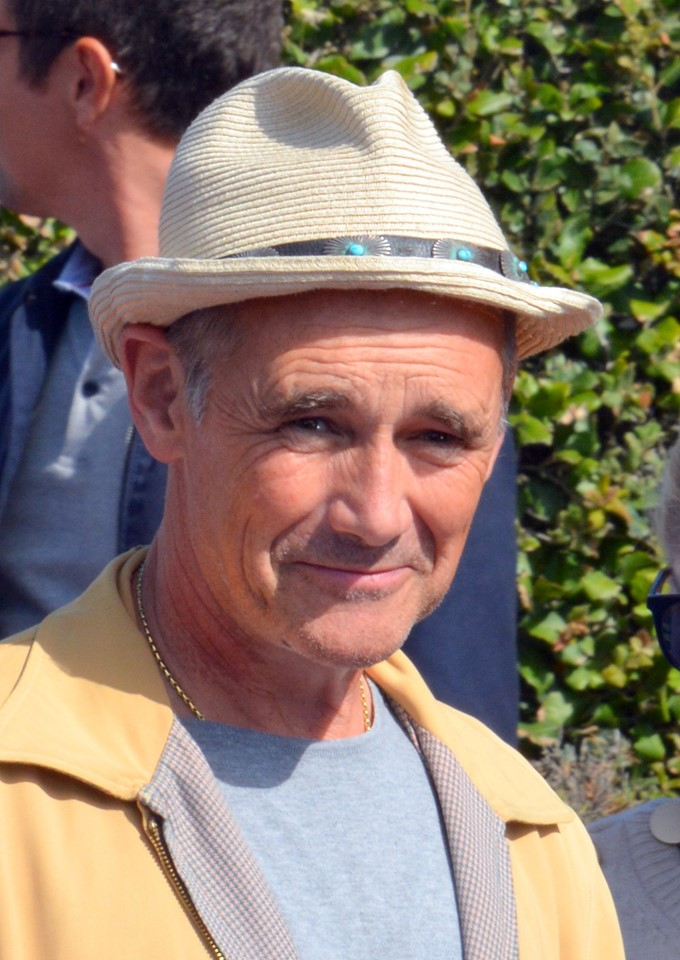
Mark Rylance bei der Vorstellung von Waiting for the Barbarians beim Festival des amerikanischen Films in Deauville im September 2019

Die Hauptrollen des Magistrats und von Colonel Joll wurden mit Mark Rylance und Johnny Depp besetzt. Robert Pattinson ist in der Rolle von Mandel zu sehen.
Die Dreharbeiten fanden im Dezember 2018 in Marrakesch, Ouarzazate und Essaouira in Marokko und in Rom statt.
Die Filmmusik komponierte Giampiero Ambrosi.
Ab dem 6. September 2019 wurde der Film bei den Filmfestspielen von Venedig im Hauptwettbewerb gezeigt, wo er um den Goldenen Löwen konkurrierte. Im September 2019 wurde der Film auch beim Festival des amerikanischen Films in Deauville gezeigt. Anfang Oktober 2019 wurde er beim London Film Festival vorgestellt.

## Auszeichnungen
Capri Hollywood Awards 2021
- Auszeichnung für das Beste Kostümdesign (Carlo Poggioli)[12]

Internationale Filmfestspiele von Venedig 2019
- Nominierung für den Goldenen Löwen (Ciro Guerra)
- Lobende Erwähnung beim SIGNIS Award (Ciro Guerra)